# Merodon caerulescens
Merodon caerulescens là một loài ruồi trong họ Ruồi giả ong (Syrphidae). Loài này được Loew mô tả khoa học đầu tiên năm 1869. Merodon caerulescens phân bố ở vùng Cổ Bắc giới